# Primorsk (Oblast' di Volgograd)
Primorsk (in lingua russa Приморск) è una città dell'Oblast' di Volgograd, in Russia.